# Billboard Hot 100 sencillos de 1970- edición fin de año

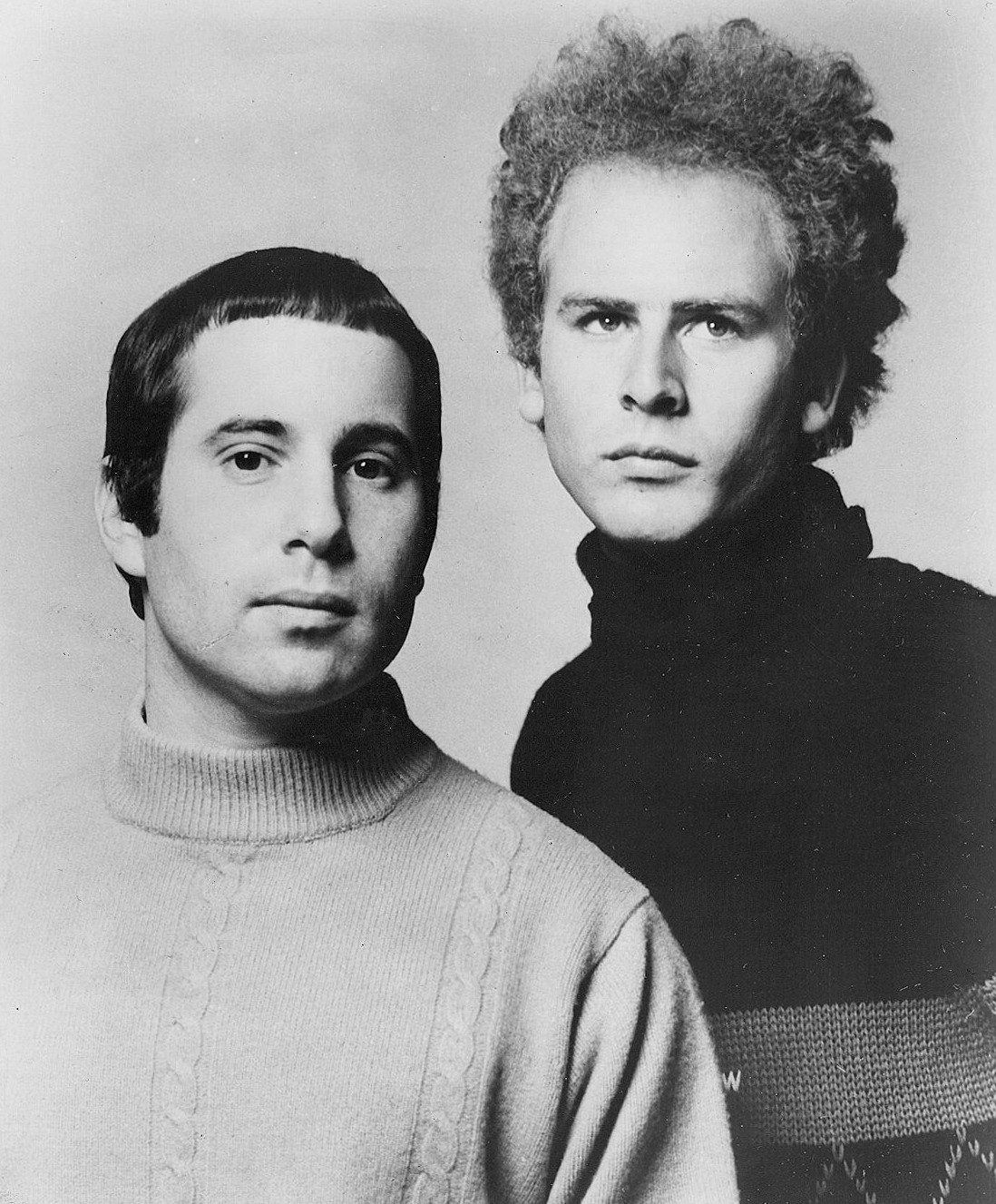
El dúo Simon & Garfunkel tuvo dos canciones en el Hot 100 edición fin de año de 1970, incluida " Bridge Over Troubled Water ".

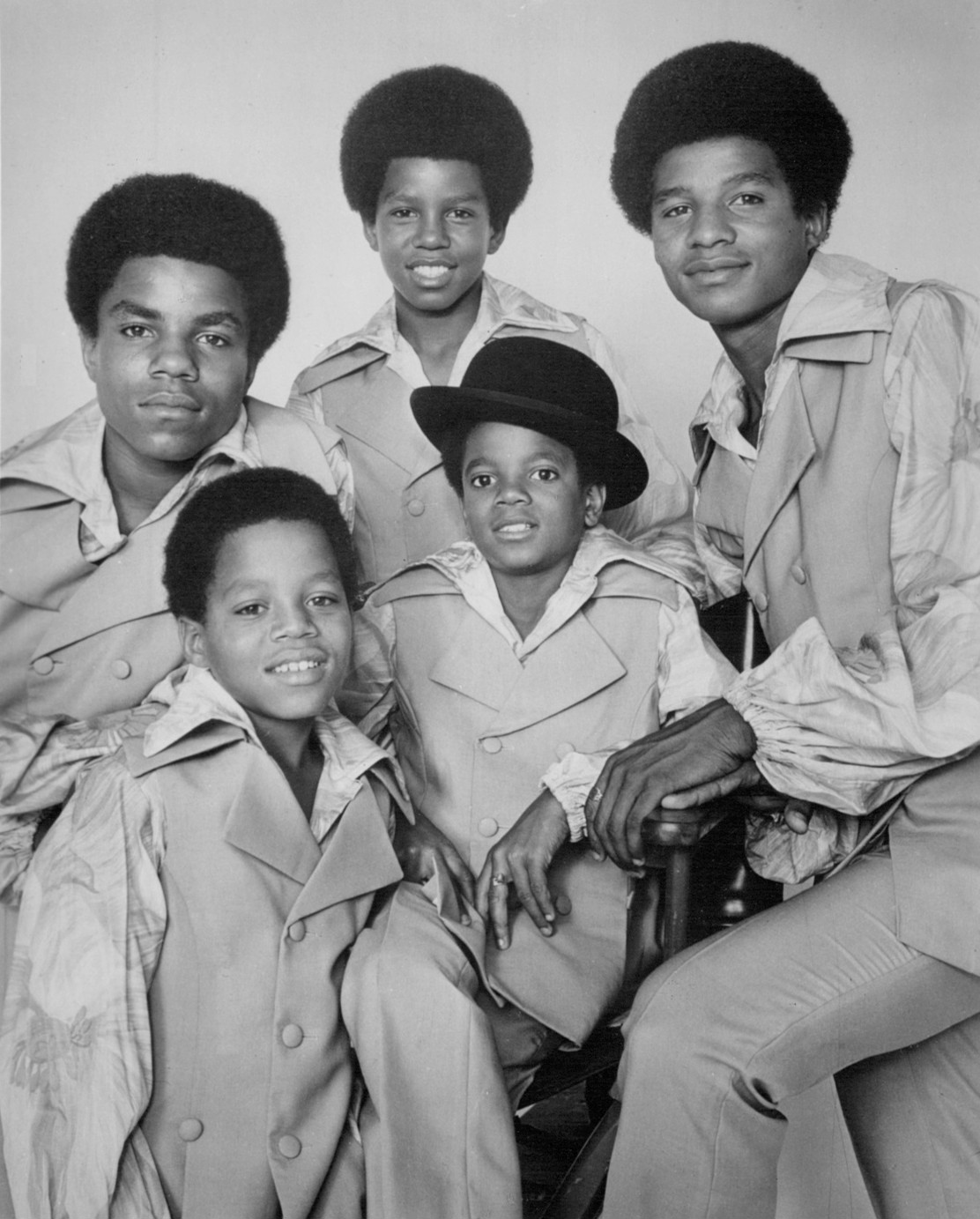
Los Jackson 5 tuvieron cuatro canciones en el Hot 100 de fin de año, la mayor cantidad de cualquier artista en 1970.

Esta es la lista de las 100 mejores canciones del año registrada el 26 de diciembre de 1970 por la revista Billboard. Abarca desde la fecha 3 de Enero al 28 de Noviembre del mismo año. 
| N.º | Título de Canción                                              | Artista/s                                           |
| --- | -------------------------------------------------------------- | --------------------------------------------------- |
| 1   | "Bridge Over Troubled Water"                                   | Simon & Garfunkel                                   |
| 2   | "(They Long to Be) Close to You"                               | The Carpenters                                      |
| 3   | "American Woman"                                               | The Guess Who                                       |
| 4   | "Raindrops Keep Fallin' on My Head"                            | B.J. Thomas                                         |
| 5   | "War"                                                          | Edwin Starr                                         |
| 6   | "Ain't No Mountain High Enough"                                | Diana Ross                                          |
| 7   | "I'll Be There"                                                | The Jackson 5                                       |
| 8   | "Get Ready"                                                    | Rare Earth                                          |
| 9   | "Let It Be"                                                    | The Beatles                                         |
| 10  | "Band of Gold"                                                 | Freda Payne                                         |
| 11  | "Mama Told Me (Not to Come)"                                   | Three Dog Night                                     |
| 12  | "Everything Is Beautiful"                                      | Ray Stevens                                         |
| 13  | "Make It with You"                                             | Bread                                               |
| 14  | "Hitchin' a Ride"                                              | Vanity Fare                                         |
| 15  | "ABC"                                                          | The Jackson 5                                       |
| 16  | "The Love You Save"                                            | The Jackson 5                                       |
| 17  | "Cracklin' Rosie"                                              | Neil Diamond                                        |
| 18  | "Candida"                                                      | Dawn                                                |
| 19  | "Thank You (Falettinme Be Mice Elf Agin)"                      | Sly & the Family Stone                              |
| 20  | "Spill the Wine"                                               | Eric Burdon & War                                   |
| 21  | "O-o-h Child"                                                  | Five Stairsteps                                     |
| 22  | "Spirit in the Sky"                                            | Norman Greenbaum                                    |
| 23  | "Lay Down (Candles in the Rain)"                               | Melanie                                             |
| 24  | "Ball of Confusion (That's What the World Is Today)"           | The Temptations                                     |
| 25  | "Love on a Two-Way Street"                                     | The Moments                                         |
| 26  | "Which Way You Goin' Billy?"                                   | The Poppy Family                                    |
| 27  | "All Right Now"                                                | Free                                                |
| 28  | "I Want You Back"                                              | The Jackson 5                                       |
| 29  | "Julie, Do Ya Love Me"                                         | Bobby Sherman                                       |
| 30  | "Green-Eyed Lady"                                              | Sugarloaf                                           |
| 31  | "Signed, Sealed, Delivered I'm Yours"                          | Stevie Wonder                                       |
| 32  | "Ride Captain Ride"                                            | Blues Image                                         |
| 33  | "Venus"                                                        | Shocking Blue                                       |
| 34  | "Instant Karma!"                                               | John Lennon                                         |
| 35  | "Patches"                                                      | Clarence Carter                                     |
| 36  | "Lookin' out My Back Door"                                     | Creedence Clearwater Revival                        |
| 37  | "Rainy Night in Georgia"                                       | Brook Benton                                        |
| 38  | "Something's Burning"                                          | Kenny Rogers & The First Edition                    |
| 39  | "Give Me Just a Little More Time"                              | Chairmen of the Board                               |
| 40  | "Love Grows (Where My Rosemary Goes)"                          | Edison Lighthouse                                   |
| 41  | "The Long and Winding Road"                                    | The Beatles                                         |
| 42  | "Snowbird"                                                     | Anne Murray                                         |
| 43  | "Reflections of My Life"                                       | Marmalade                                           |
| 44  | "Hey There Lonely Girl"                                        | Eddie Holman                                        |
| 45  | "The Rapper"                                                   | The Jaggerz                                         |
| 46  | "He Ain't Heavy, He's My Brother"                              | The Hollies                                         |
| 47  | "Tighter, Tighter"                                             | Alive N Kickin'                                     |
| 48  | "Come and Get It"                                              | Badfinger                                           |
| 49  | "Cecilia"                                                      | Simon & Garfunkel                                   |
| 50  | "Love Land"                                                    | Charles Wright & the Watts 103rd Street Rhythm Band |
| 51  | "Turn Back the Hands of Time"                                  | Tyrone Davis                                        |
| 52  | "Lola"                                                         | The Kinks                                           |
| 53  | "In the Summertime"                                            | Mungo Jerry                                         |
| 54  | "Indiana Wants Me"                                             | R. Dean Taylor                                      |
| 55  | "(I Know) I'm Losing You"                                      | Rare Earth                                          |
| 56  | "Easy Come, Easy Go"                                           | Bobby Sherman                                       |
| 57  | "Express Yourself"                                             | Charles Wright & the Watts 103rd Street Rhythm Band |
| 58  | "Still Water (Love)"                                           | The Four Tops                                       |
| 59  | "Make Me Smile"                                                | Chicago                                             |
| 60  | "The House of the Rising Sun"                                  | Frijid Pink                                         |
| 61  | "25 or 6 to 4"                                                 | Chicago                                             |
| 62  | "My Baby Loves Lovin'"                                         | White Plains                                        |
| 63  | "Love or Let Me Be Lonely"                                     | The Friends of Distinction                          |
| 64  | "United We Stand"                                              | The Brotherhood of Man                              |
| 65  | "We've Only Just Begun"                                        | The Carpenters                                      |
| 66  | "Arizona"                                                      | Mark Lindsay                                        |
| 67  | "Fire and Rain"                                                | James Taylor                                        |
| 68  | "Groovy Situation"                                             | Gene Chandler                                       |
| 69  | "Evil Ways"                                                    | Santana                                             |
| 70  | "No Time"                                                      | The Guess Who                                       |
| 71  | "Didn't I (Blow Your Mind This Time)"                          | The Delfonics                                       |
| 72  | "The Wonder of You"                                            | Elvis Presley                                       |
| 73  | "Up Around the Bend"                                           | Creedence Clearwater Revival                        |
| 74  | "(If You Let Me Make Love To You Then) Why Can't I Touch You?" | Ronnie Dyson                                        |
| 75  | "I Just Can't Help Believing"                                  | B.J. Thomas                                         |
| 76  | "It's a Shame"                                                 | The Spinners                                        |
| 77  | "For the Love of Him"                                          | Bobbi Martin                                        |
| 78  | "Mississippi Queen"                                            | Mountain                                            |
| 79  | "I Want to Take You Higher"                                    | Ike & Tina Turner                                   |
| 80  | "The Letter"                                                   | Joe Cocker                                          |
| 81  | "Ma Belle Amie"                                                | Tee-Set                                             |
| 82  | "The Bells"                                                    | The Originals                                       |
| 83  | "Yellow River"                                                 | Christie                                            |
| 84  | "Somebody's Been Sleeping"                                     | 100 Proof (Aged in Soul)                            |
| 85  | "Vehicle"                                                      | The Ides of March                                   |
| 86  | "Gimme Dat Ding"                                               | The Pipkins                                         |
| 87  | "Lay a Little Lovin' on Me"                                    | Robin McNamara                                      |
| 88  | "Up the Ladder to the Roof"                                    | The Supremes                                        |
| 89  | "Travelin' Band"                                               | Creedence Clearwater Revival                        |
| 90  | "Come Saturday Morning"                                        | The Sandpipers                                      |
| 91  | "Psychedelic Shack"                                            | The Temptations                                     |
| 92  | "Without Love (There Is Nothing)"                              | Tom Jones                                           |
| 93  | "Are You Ready?"                                               | Pacific Gas & Electric                              |
| 94  | "Woodstock"                                                    | Crosby, Stills, Nash & Young                        |
| 95  | "I'll Never Fall in Love Again"                                | Dionne Warwick                                      |
| 96  | "Look What They've Done to My Song Ma"                         | The New Seekers                                     |
| 97  | "Walk A Mile In My Shoes"                                      | Joe South                                           |
| 98  | "The Thrill Is Gone"                                           | B.B. King                                           |
| 99  | "It's Only Make Believe"                                       | Glen Campbell                                       |
| 100 | "Call Me"                                                      | Aretha Franklin                                     |